# Včela obrovská
Včela obrovská (Apis dorsata Fabricius, 1798) někdy také včela zlatá. Jedná se o druh vázaný svým rozšířením na tropy a subtropy jižní a jihovýchodní Asie. V Indii je producentem většiny dostupného medu.

## Biologie

Areál rozšíření včely obrovské

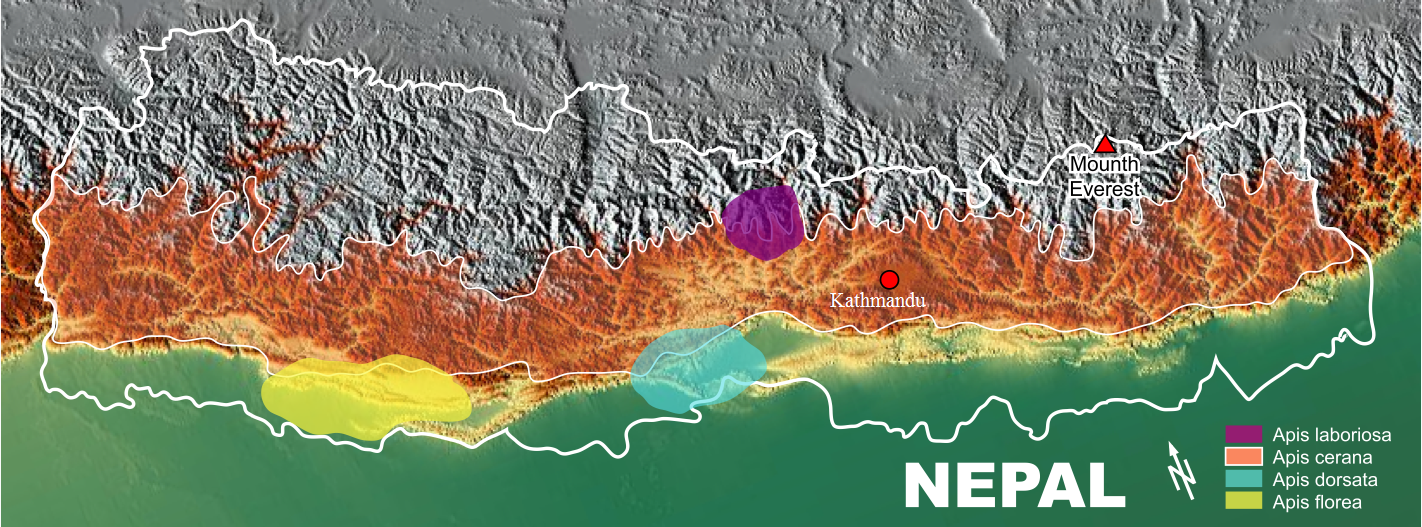
Výskyt asijských druhů včel v Himálaji

### Rozšíření
Rozšíření včely obrovské se týká oblasti indického subkontinentu, Bangladéše, Barmy, Indočíny, souostroví Indonésie a Filipín

### Popis

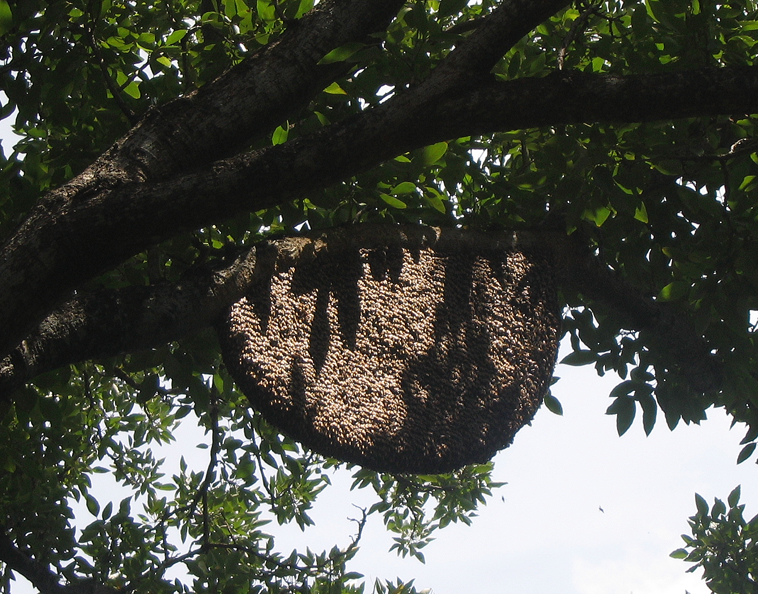
Plást včely obrovské

Dělnice včely obrovské je až 2 cm dlouhá. Patří tak k největšímu druhu včely. Na článcích zadečku se často vyskytuje nápadné zlatožluté zbarvení. Odtud dřívější pojmenování včela zlatá. Včelstvo staví jediný plást nejčastěji na větvi stromu, nikdy v tmavé dutině. K předávání informací o zdrojích snůšky potřebují mít včely nad sebou volnou oblohu.
 Plást bývá 1,8 až 2,1 m široký a 0,7 až 1,4 m vysoký.

### Vlastnosti
Včela obrovská je útočným druhem. Proto odebírání medu není všude tak běžné. Množí se rojením, avšak ne na velkou vzdálenost; do 100 m. Mnohem častěji se druh rozmnožuje oddělky, kdy stará matka s částí včelstva se posune o nějaký metr dál třeba i na téže větvi stromu a dá tak vzniknout novému plástu s novým včelstvem. Místní obyvatelstvo hovoří o posvátných včelích stromech.
Za nepříznivých povětrnostních podmínek (déšť, chlad) včelí dělnice vytvoří svými těly jakýsi ochranný obal kolem plástu s plodem, aniž by se plástu dotýkaly. Pod tímto obalem jsou schopny trvale udržet teplotu 31 °C.
U včely obrovské se vyskytuje sezónní migrace do vzdálenosti i 100 km. Příčina není dosud objasněna.

## Poddruhy (plemena)
Druh včela obrovská je rozčleněn do tří geografických poddruhů.
| PODDRUHY (PLEMENA) VČELY OBROVSKÉ | PODDRUHY (PLEMENA) VČELY OBROVSKÉ | PODDRUHY (PLEMENA) VČELY OBROVSKÉ                       |
| české jméno VČELA OBROVSKÁ…       | vědecké jméno Apis dorsata…       | původní rozšíření                                       |
| --------------------------------- | --------------------------------- | ------------------------------------------------------- |
| OBROVSKÁ                          | dorsata Enderlein, 1906           | nejrozšířenější poddruh napříč celou orientální oblastí |
| SULAWESKÁ                         | binghami Cockerell, 1906          | ostrovní poddruh na Sulawesi                            |
| FILIPÍNSKÁ                        | breviligula Maa, 1953             | rozšířena na filipínském souostroví.                    |